# الخيس (يبعث)

تعديل مصدري - تعديل

الخيس هي إحدى قرى عزلة يبعث بمديرية يبعث التابعة لمحافظة حضرموت، بلغ تعداد سكانها 28 نسمة حسب تعداد اليمن لعام 2004.